# Cameron Moulène
Cameron Moulène es un actor francoestadounidense nacido el 25 de noviembre de 1993 en París, Francia. Es conocido por interpretar a Will Armstrong en Happyland.

## Biografía
Moulène nació en París, pero se mudó a Los Ángeles cuando tenía dos años. Estudió en el Instituto de Teatro y Cine Lee Strasberg y en la Real Academia de Arte Dramático de Londres.
Es sobrino nieto del director Stanley Cortez. Habla fluidamente el francés, inglés y español.

### Carrera
Fue elegido para interpretar a Orlando en As You Like It en una producción escolar.
Cameron fue elegido para papeles recurrentes en series de televisión tales como Raising Hope, The Secret Life of the American Teenager y The Cleaner.
En 2014, Moulène fue elegido para interpretar a Will Armstrong en la comedia de MTV Happyland. Tras la cancelación de la serie, se unió a Faking It, otra comedia de MTV.

## Filmografía
| Cine          | Cine                                     | Cine           | Cine              |
| Año           | Película                                 | Rol            | Notas             |
| ------------- | ---------------------------------------- | -------------- | ----------------- |
| 2007          | On the Doll                              | Jaron joven    |                   |
| 2013          | Jackie                                   | Frank Sterling |                   |
| 2015          | Alumnus                                  | Greg           |                   |
| Televisión    |                                          |                |                   |
| Año           | Título                                   | Rol            | Notas             |
| 2008          | The Cleaner                              | Charlie Mintz  | 2 episodios       |
| 2009          | The Secret Life of the American Teenager | Mark           | 2 episodios       |
| 2010-2012     | Raising Hope                             | Burt           | Elenco recurrente |
| 2013          | Longmire                                 | Troy Thayer    | 1 episodio        |
| 2014          | Happyland                                | Will Armstrong | Elenco principal  |
| 2015          | Faking It                                | Wade           |                   |
| 2016-presente | Foursome                                 | Josh Bennett   | Elenco principal  |